# James Glimm
James Gilbert Glimm (Peoria, 24 de março de 1934) é um físico matemático estadunidense.